# Cocktailparty-Effekt

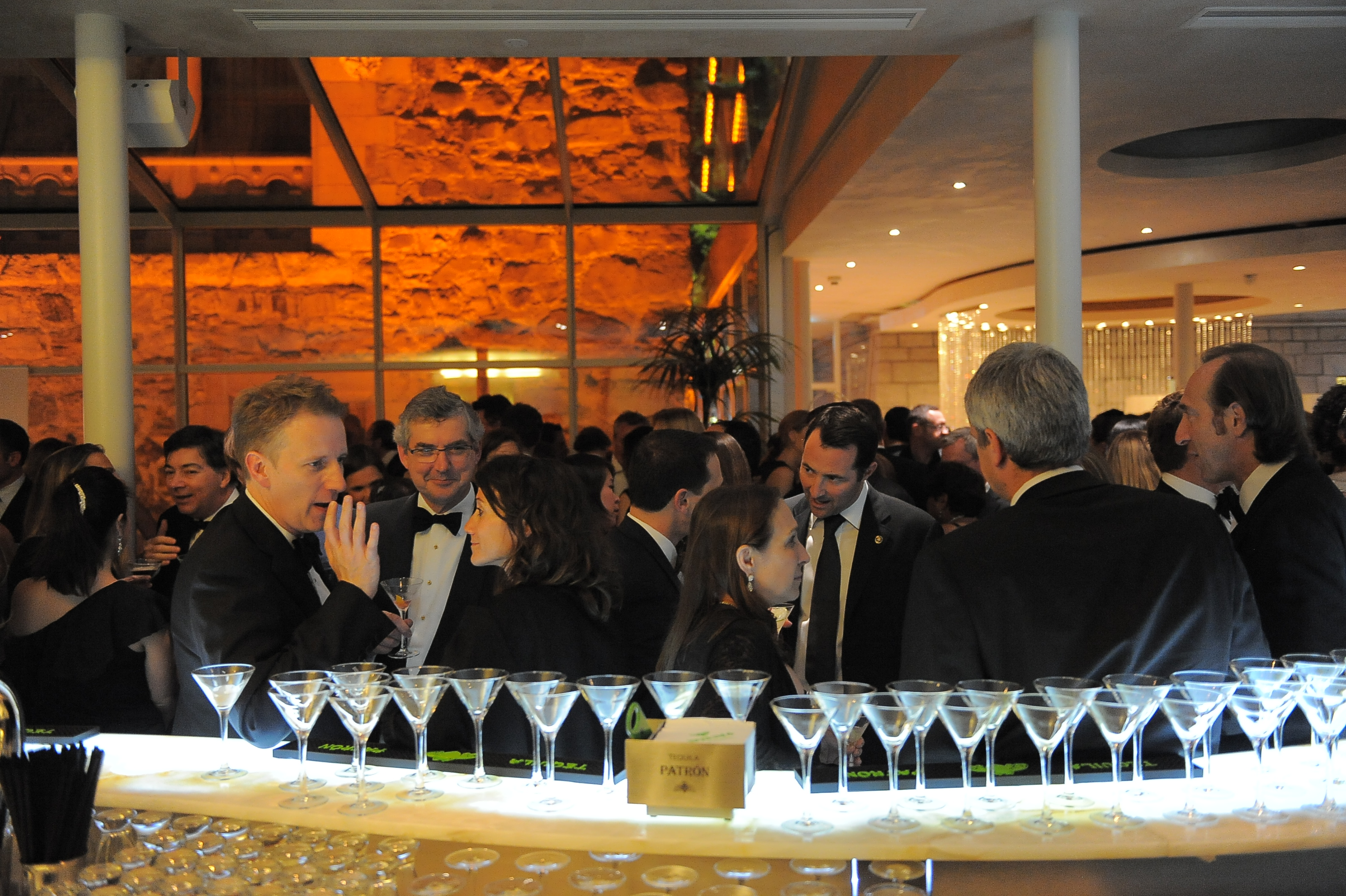
Trotz des Lärms auf der Party können die Worte des Gesprächspartners in der Regel verstanden werden

Der Cocktailparty-Effekt, auch intelligentes oder selektives Hören, bezeichnet die Fähigkeit des menschlichen Gehörsinns, bei Anwesenheit mehrerer Schallquellen die Schallanteile einer bestimmten Schallquelle aus dem Gemisch des Störschalls zu extrahieren. Zum Beispiel ist das Gehör auf einer Cocktailparty, wo viele Menschen gleichzeitig sprechen, in der Lage, besonders die Worte eines einzelnen Sprechers wahrzunehmen und die der anderen zu unterdrücken.

## Beschreibung
Das Gehör erreicht hierbei eine Störschallunterdrückung von 9 bis 15 dB, das heißt, die Schallquelle, auf die sich ein Mensch konzentriert, wird zwei- bis dreimal lauter wahrgenommen als die (störenden) Umgebungsgeräusche. Dieses führt dazu, dass in einer störgeräuschbehafteten Umgebung ein Mensch in der Lage ist, allein durch das Hören den Schall einer einzelnen Schallquelle aufzusuchen. Ein in solcher Umgebung aufgestelltes Mikrofon scheint dagegen hauptsächlich die Störgeräusche wiederzugeben. Weiterhin führt der Cocktailparty-Effekt dazu, dass Schallquellen in Räumen vom Gehör mit wenig Räumlichkeitseindruck wahrgenommen werden: Die Signale hören sich „trocken“ und kaum verhallt an. Ein in solcher Umgebung aufgestelltes Mikrofon gibt dagegen stark räumlich-klingende Signale wieder. 
Darüber hinaus kann sich das Gehör ohne Bewegung des Kopfes auf beliebige Schallquellen konzentrieren und erzielt auch für seitliche Schallquellen ähnlich gute Ergebnisse.
Die Signalverarbeitungsstrategien des menschlichen Gehörs sind bisher noch nicht vollständig entschlüsselt. Alle technischen Versuche, mit nur zwei Schallaufnehmern aus einem Schallgemisch die Signale einer Quelle zu extrahieren, erzielen wesentlich schlechtere Ergebnisse. In der Tonaufnahmetechnik ist man bei richtungsspezifischen Aufnahmen weiterhin auf Mikrofonanordnungen oder Mikrofon-Arrays mit größerer Mikrofonanzahl und Richtmikrofone angewiesen (siehe auch Lokalisation).

## Einflüsse
Der Cocktailparty-Effekt ist ein binauraler Effekt, er tritt nur bei beidohrigem Hören auf. Menschen, die nur über ein funktionsfähiges Ohr verfügen oder auf ein Hörgerät angewiesen sind, werden deshalb wesentlich stärker von Störgeräuschen beeinträchtigt als Menschen, die mit beiden Ohren gleichmäßig hören.
Der Cocktailparty-Effekt ist eng mit der Fähigkeit zur Lokalisation von Schallquellen verbunden. Hat das Gehör die Richtung einer Schallquelle festgestellt, ist es auch in der Lage, die Schallanteile dieser Richtung von Teilen aus anderen Richtungen zu unterscheiden.
Es wird davon ausgegangen, dass das Gehör eine Art Kreuzkorrelation zwischen den Schallanteilen beider Ohren durchführt. Kreuzkorrelationsfunktionen bilden Signalanteile auf eine Achse ab, die die Zeitverschiebung zwischen beiden Signalen beschreibt. Kommt ein Schall von der Seite mit einer interauralen Laufzeitdifferenz (englisch Interaural Time Difference, ITD) von z. B. ITD = 0,3 ms, so findet man dieses Signal an der 0,3-ms-Stelle der Korrelationsachse wieder. Bei Anwesenheit mehrerer Schallquellen ergeben sich komplexe Korrelationsmuster, bei denen statistische Parameter wie Mittelwert und Varianz von den Richtungen und Signalanteilen der beteiligten Schallquellen abhängen. Das Gehör ist offensichtlich in der Lage, diese Muster auszuwerten und hieraus den Signalanteil aus einer gewünschten Richtung zu bestimmen. Neben Korrelationsverfahren für interaurale Laufzeitdifferenzen existieren auch solche für interaurale Pegeldifferenzen (englisch Interaural Level Difference, ILD).
Neben der richtungsspezifischen Signalverarbeitung nutzt das Gehör auch noch andere Effekte zur Störgeräuschunterdrückung, wie Kenntnis der Signaleigenschaften; z. B. lassen sich bei Sprache nichtsprachliche Klänge und Geräusche als irrelevant ignorieren, wie Erwartung bestimmter Laute bei bestimmten Mundbewegungen.
Beim King-Kopetzky-Syndrom funktioniert der Cocktailparty-Effekt nicht wie sonst.

## Geschichte
Der Begriff wurde auch in der Konversationsanalyse verwendet, als Forscher anfingen, Gespräche aufzunehmen und die Unzulänglichkeit von monofonen Mikrofonen zu entdecken.